# Automake

autoconf와 automake의 순서도

GNU Automake는 make 프로그램을 이용하여 "포팅할 수 있는 makefile"들을 만들어 내는 프로그래밍 도구이며 소프트웨어를 컴파일하는데 사용한다. GNU 프로그램들 가운데 하나로서 자유 소프트웨어 재단에 의해 만들어졌으며 GNU 빌드 시스템의 일부이다. makefile들은 GNU 코딩 표준에 따라 생성된다.
이것은 펄 프로그래밍 언어로 짜여 있으며 GNU autoconf와 함께 사용해야 한다. Automake는 다음의 명령어를 포함하고 있다.
- aclocal
- automake

그러나 aclocal은 autoconf 사용자들에게 유용하게 쓰일 수 있는 일반 목적의 프로그램이다. 이를테면 사람이 직접 makefile을 작성하였음에도 불구하고 GNU 컴파일러 모음은 aclocal을 사용한다.
Autoconf와 비슷하게 Automake는 완전한 하위 호환을 제공하지 않아 다루기 힘들 수도 있다. 이를테면 automake 1.4로 만들어진 프로젝트는 automake 1.9와 동작하지 않을 수도 있다.

## 같이 보기
- CMake
- imake
- Libtool